# Mydrino
Mydrino (bułg. Мъдрино) – wieś w Bułgarii, w obwodzie Burgas, w gminie Karnobat. W 2023 roku liczyła 87 mieszkańców.